# Politikens Dansk Rock 1956-1997
Politikens Dansk Rock 1956-1997 er et dansk leksikon som blev udgivet i oktober 1997 på Politikens Forlag med Torben Bille som redaktør. Det efterfulgte Dansk Rock - fra pigtråd til punk fra 1985. Det indeholder et overblik over den dansk rock fra 1956 til 1997, med beskrivelser af kunstnere, udgivelser, ligesom man har givet et bud på de væsentligste plader fra 1970'erne, 80'erne og 90'erne.

## Historie
I forhold til udgaven fra 1986, Dansk Rock - fra pigtråd til punk, er denne udgave totalt nyskrevet og omdefineret. Dette skyldtes at 1985-udgaven var et stykke grundforskning i dansk rock, som ikke før var set. Siden 1985 og frem til 1997 blev der hvert år udgivet fra 150 til mindst 500 nye cd og lp'er fra danske kunstnere.
En af forskellene på de to udgaver, er at denne ikke har de tidlige rock'n'roll-navne og såkaldte pigtrådsgrupper. Dette skyldtes at disse som oftest var lokale amatørbands, som kun havde udgivet få singler. Alle navne fra 1986 som ikke fremgår i 1997-version som et selvstændigt opslag, er gengivet på en liste i den nye udgivelse.
I 2002 udkom Dansk Rock Leksikon, som var en opfølgning på denne udgivelse.

## Skribenter
Journalist og musikchef Torben Bille er bogens redaktør og medforfatter. Derudover havde han samlet otte branchefolk, hvoraf det kun var Peder Bundgaard og Jens Jørn Gjedsted som havde været med til at skrive Dansk Rock - fra pigtråd til punk fra 1985.
- Peder Bundgaard (født 1945) - tegner, skribent og fotograf. Skrevet bøger om Gasolin og Dan Turéll
- Jens Jørn Gjedsted (født 1942) - journalist om musiker. Stifter af musikmagasinet MM.
- Uffe Christensen (født 1954) - journalist og musikanmelder på Jyllands-Posten.
- Jesper Stefan Hansen (født 1963) - pladehandler og rockskribent på Politiken.
- Steffen Jungersen (født 1958) - journalist og musikanmelder på BT.
- Niels Pedersen (født 1965) - journalist og anmelder på Jyllands-Posten.
- Klaus Lynggaard (født 1960) - Forfatter, sanger og sangskriver.
- Ebbe Rossander (født 1948) - journalist og rockredaktør på Berlingske.